# Jan Willem van Opstal
Jan Willem van Opstal (Breda, 1965) is een Nederlands uitvoerend musicus en zanger die zich vooral heeft toegelegd op het vermaken van het publiek in een historische setting. Zijn artiestennaam is Troubadour Yann Lawick. 

## Geschiedenis
In 1995 won hij in Kasteel Nemelaer in Haaren het Minstreelconcours. De voorzitter van de jury was de Brabantse zanger Gerard van Maasakkers. Naar aanleiding van dit Minstreelconcours werd het Troubadoursgilde der Lage Landen opgericht waarvan Jan Willem van Opstal erelid is. Hierdoor is ook de CD "Moment Suprême" uitgekomen (Pan Records PAN 9201CD).
Van Opstal schreef ook muziek en liederen voor diverse theatervoorstellingen en evenementen, onder meer voor de voorstelling L'Arena dell'Amore van de commedia dell'arte-groep il Popolo, die daarmee in Italië, Duitsland, België, Frankrijk en Nederland speelde. Hij schreef ook enkele nummers voor het theaterdiner Carattère ter ere van het 750-jarig bestaan van de stad Breda.
Van Opstal heeft als acteur gespeeld in diverse educatieve films, onder anderen van Icon en School-TV. Zo speelt hij de herbergier die geen plaats had in de herberg in het kerstverhaal en een van de broers van David in het Oude Testament. Als acteur vervulde hij ook de rol van de turfschipper, Adriaan van Bergen, bij de heropening van de nieuwe haven in Breda. Later zou hij die rol nog vaker spelen zoals bij de Blijde Inkomst op de Nassaudag. Tevens is van Opstal o.a. te zien in diverse tv-commercials.
Van Opstal maakt ook deel uit van de theatergroep Hoi! uit Amsterdam en speelt onder andere in de voorstelling: "Dat zal mijn ex leuk vinden".
Voorts is van Opstal tekstschrijver en was hij ook leadzanger van de naar het kunstlied neigende Nederlandstalige Nederpopband Ontroerend Goed en trad hij tot 2013 op met het gelijknamige liedjesprogramma.
Vanwege zijn muzikale theater-act, De zingende oesterman, is hij in Antwerpen gastronomie gaan studeren aan de PIVA, en sindsdien verzorgt hij klank-spijsconcepten. Huiskamerconcerten in de vorm van een diner met bij ieder gerecht als extra ingrediënt een liedje.